# آود-بوده‌خرافن
آود-بوده‌خرافن (به هلندی: Oud-Bodegraven) یک منطقهٔ مسکونی در هلند است که در بوده‌خرافن-ریوویک واقع شده‌است. آود-بوده‌خرافن ۱۳۳ نفر جمعیت دارد.